# Bouziès
Bouziès è un comune francese di 82 abitanti situato nel dipartimento del Lot nella regione dell'Occitania.
Nel suo territorio il Célé confluisce nel fiume Lot.

## Società

### Evoluzione demografica
Abitanti censiti